# سامانه اقلیمی زمین

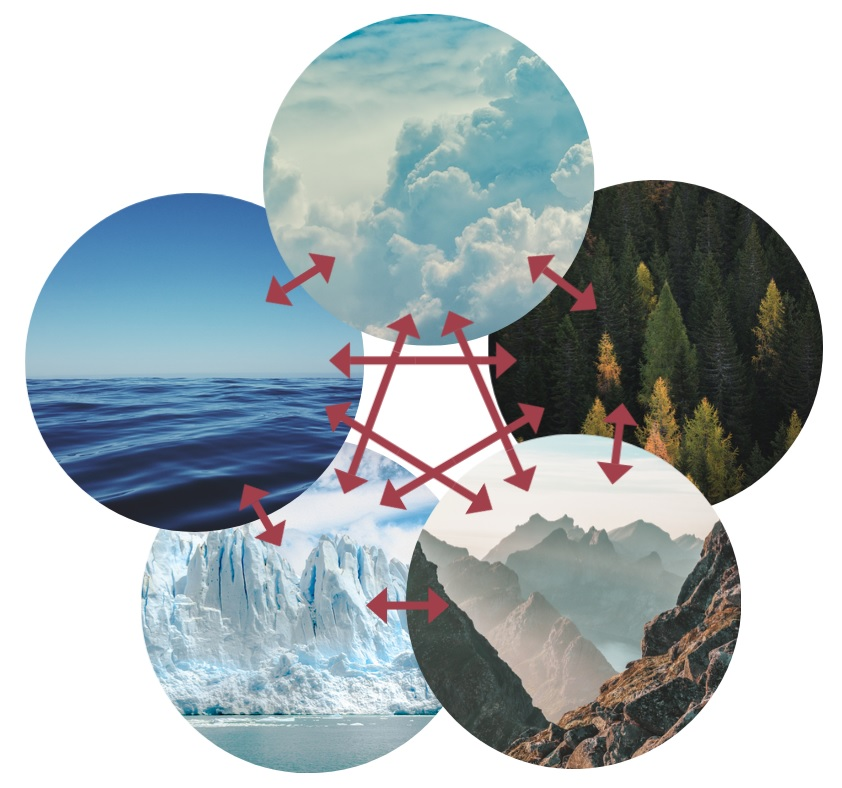
پنج عامل اصلی سیستم آب و هوایی زمین و تعامل آن‌ها با یکدیگر.

سامانهٔ آب و هوایی زمین یا سامانهٔ آب و هوایی؛(انگلیسی: Climate system)، از تعامل پنج بازیگر اصلی آب و هوایی تشکیل می‌شود: اتمسفر (هوا)، هیدروسفر یا آب‌کره (آب)، یخ‌کره یا کریوسفر (یخ و یخ‌های دائمی)، لیتوسفر یا سنگ‌کره (لایهٔ سنگی زمین) و زیست‌کره (موجودات زنده). اقلیم در این‌جا آب‌وهوای روی‌ هم‌ رفته متوسط و به‌ طور معمول طی یک دورهٔ ۳۰ ساله است و با ترکیبی از فرایندهای موجود در سیستم اقلیمی، مانند جریان‌های اقیانوسی و الگوهای باد، مشخص می‌شود.
جریان گردش در اتمسفر و اقیانوس‌ها عمدتاً با تابش خورشیدی انجام می‌شود و این گردش گرما را از منطقه‌های گرمسیری به جاهایی که انرژی کمتری از خورشید دریافت می‌کنند منتقل می‌کند. چرخهٔ گردش آب نیز انرژی را در همهٔ سیستم آب‌وهوایی جابجا و تعدیل می‌کند. علاوه بر این، با جریان گردش آب دائماً عناصر شیمیایی مختلف مورد نیاز برای زندگی در بین اجزای مختلف بازیافت می‌شوند.
سامانهٔ آب و هوایی؛ به دلیل تغییرپذیری داخلی، و نیروی خارجی، می‌تواند تغییر کند. این نیروهای خارجی؛ از جمله تغییر در شدت تابش خورشید و فوران‌های آتشفشانی، می‌توانند طبیعی باشند، یا به‌ وسیلهٔ بشر ایجاد شوند. انتشار گازهای گلخانه‌ایِ نگهدارندهٔ گرما، توسط منابع صنعتی و سپس جمع و یکپارچه‌ شدن آن‌ها، در حال حاضر گرمایش جهانی کرهٔ زمین را باعث می‌شود. فعالیت‌های بشری همچنین ذرات معلق در هوا را با استفاده هواپخش‌ها افزایش می‌دهد، اما تأثیر آن‌ها به مراتب کمتر از اثر گازهای گلخانه‌ای است. تغییر می‌تواند با فرایندهای بازخوردی در اجزای مختلف سامانهٔ آب و هوایی تقویت شود.

## اجزای سیستم آب و هوایی
اتمسفر زمین را در بر گرفته و تا صدها کیلومتر از سطح آن امتداد دارد. این بیشتر از نیتروژن بی اثر (۷۸٪)، اکسیژن (۲۱٪) و آرگون (۱٪) تشکیل شده‌است. از گازهای با مقدار قابل ردیابی موجود در جو، بخار آب و کربن دی‌اکسید گازهایی مهم برای عملکرد سیستم آب و هوایی هستند.